# Jean-Michel Aguirre
Pour les articles homonymes, voir Aguirre.

a Compétitions nationales et continentales officielles uniquement.

b Matchs officiels uniquement.
Jean-Michel Aguirre, né le 2 novembre 1951 à Tostat (France), est un joueur international français de rugby à XV, évoluant aux postes de demi de mêlée puis d'arrière, devenu ensuite entraîneur.
Il porte le maillot de l'équipe de France à 39 reprises, inscrivant 123 points entre 1971 et 1980.

## Biographie

### Carrière de joueur
Jean-Michel Aguirre joue d'abord au football avant de commencer la pratique du rugby à XV en scolaire puis de continuer au Stadoceste tarbais, où il joue troisième ligne. Par la suite, il rejoint le Stade bagnérais, où il est replacé en demi de mêlée, et participe à la montée en puissance du club qui vient de remonter en première division en 1970,.
Il atteint ensuite la finale du Championnat en 1979, finale perdue face au RC Narbonne et gâchée par la mauvaise tenue des supporters narbonnais, noyant sous les fumigènes les intentions pyrénéennes.
Il fait partie du XV de France victorieux de l'équipe de Nouvelle-Zélande le 14 juillet 1979 à Auckland (24-19) sur la terre des mythiques All Blacks, et réussit six buts contre l'Argentine durant la tournée de 1977.
En avril 1980, il joue deux matchs avec les Barbarians contre le Cardiff RFC puis le Swansea RFC, inscrivant douze points lors du premier match.
En 1981, il se qualifie avec son club pour une deuxième finale en trois ans. Septième seulement de sa poule de qualification, il élimine pourtant le SC Angoulême en seizième, le SU Agen en huitième, l'US Dax en quart puis enfin l'AS Montferrand en demi-finale. Il est battu par l'AS Béziers 22 à 13 sur un essai en contre de Michel Fabre à quatre minutes de la fin.
Il met un terme à sa carrière de joueur trois saisons plus tard en 1984.
Jean-Michel Aguirre est pour toujours associé à Bagnères-de-Bigorre dans les Hautes-Pyrénées. Il posséde un coup de pied particulièrement puissant. Jean-Paul Rey lui a consacré l'ouvrage Aguirre, le rugby en plus, aux éditions Calmann-Lévy, en 1977.

### Autres activités
Pendant sa carrière de joueur, il exerce la profession de professeur d'éducation physique à Tarbes. Après sa carrière d'entraîneur, au Benetton Trévise et à la Section paloise, il est cadre dans la collectivité territoriale pendant vingt ans, chargé de la culture et des sports à la mairie de Bagnères (1992-2002), puis directeur de la station de ski de La Mongie jusqu'en 2012.
Il occupe également le poste de consultant sportif sur RMC de 1983 à 1999.
Il est responsable de l'équipe de France de rugby à sept dans les années 1990.

## Statistiques

### Statistiques en équipe nationale
- Sélectionné en équipe de France à 39 reprises, comme demi de mêlée, puis essentiellement comme arrière, de 1971 à 1980.
- 123 points inscrits.
- Tournées disputées : 1974, 1976, 1977, 1979.

### Barbarians
- 2 sélections avec les Barbarians (12 points).

## Palmarès

### Joueur

#### En club
- Vainqueur du Challenge Pierre-Gaudermen en 1968 avec le Stadoceste tarbais.
- Finaliste du Championnat de France en 1979 et 1981 avec le Stade bagnérais.

#### En équipe nationale
- Vainqueur du Tournoi des Cinq Nations en 1977 (Grand Chelem) avec l'équipe de France.

### Entraîneur
- Vainqueur du Challenge européen en 2000 avec la Section paloise.

### Distinctions personnelles
- Chevalier de l'Ordre national du Mérite en 2011[9].